# Hao Junmin
Hao Junmin (蒿俊閔T, 蒿俊闵S, Hāo JùnmǐnP; Wuhan, 24 marzo 1987) è un calciatore cinese, centrocampista del Guangzhou.

## Carriera

### Club
Ha giocato nella prima divisione cinese ed in quella tedesca.

### Nazionale
Ha partecipato ai Mondiali Under-20 del 2005, ai Giochi Olimpici del 2008 ed a tre edizioni della Coppa d'Asia.

## Statistiche

### Cronologia presenze e reti in nazionale
| Cronologia completa delle presenze e delle reti in nazionale ― Cina | Cronologia completa delle presenze e delle reti in nazionale ― Cina | Cronologia completa delle presenze e delle reti in nazionale ― Cina | Cronologia completa delle presenze e delle reti in nazionale ― Cina | Cronologia completa delle presenze e delle reti in nazionale ― Cina | Cronologia completa delle presenze e delle reti in nazionale ― Cina | Cronologia completa delle presenze e delle reti in nazionale ― Cina | Cronologia completa delle presenze e delle reti in nazionale ― Cina |
| Data                                                                | Città                                                               | In casa                                                             | Risultato                                                           | Ospiti                                                              | Competizione                                                        | Reti                                                                | Note                                                                |
| ------------------------------------------------------------------- | ------------------------------------------------------------------- | ------------------------------------------------------------------- | ------------------------------------------------------------------- | ------------------------------------------------------------------- | ------------------------------------------------------------------- | ------------------------------------------------------------------- | ------------------------------------------------------------------- |
| 07-01-2019                                                          | al-'Ayn                                                             | Cina                                                                | 2 – 1                                                               | Kirghizistan                                                        | Coppa d'Asia 2019 - 1º turno                                        | -                                                                   | 46’                                                                 |
| 11-01-2019                                                          | Abu Dhabi                                                           | Filippine                                                           | 0 – 3                                                               | Cina                                                                | Coppa d'Asia 2019 - 1º turno                                        | -                                                                   |                                                                     |
| 20-01-2019                                                          | al-'Ayn                                                             | Thailandia                                                          | 1 – 2                                                               | Cina                                                                | Coppa d'Asia 2019 - Ottavi di finale                                | -                                                                   |                                                                     |
| 24-01-2019                                                          | Abu Dhabi                                                           | Cina                                                                | 0 – 3                                                               | Iran                                                                | Coppa d'Asia 2019 - Quarti di finale                                | -                                                                   |                                                                     |
| 21-03-2019                                                          | Nanning                                                             | Cina                                                                | 0 – 1                                                               | Thailandia                                                          | Cina Cup 2019 - Semifinale                                          | -                                                                   | 78’                                                                 |
| 07-06-2021                                                          | Sharja                                                              | Cina                                                                | 2 – 0                                                               | Filippine                                                           | Qual. Mondiali 2022                                                 | -                                                                   | 77’                                                                 |
| 11-06-2021                                                          | Sharjah                                                             | Cina                                                                | 5 – 0                                                               | Maldive                                                             | Qual. Mondiali 2022                                                 | -                                                                   | Cap. 72’                                                            |
| 15-06-2021                                                          | Sharjah                                                             | Cina                                                                | 3 – 1                                                               | Siria                                                               | Qual. Mondiali 2022                                                 | -                                                                   | 82’                                                                 |
| 7-10-2021                                                           | Sharjah                                                             | Cina                                                                | 3 – 2                                                               | Vietnam                                                             | Qual. Mondiali 2022                                                 | -                                                                   | 54’                                                                 |
| 27-1-2022                                                           | Saitama                                                             | Giappone                                                            | 2 – 0                                                               | Cina                                                                | Qual. Mondiali 2022                                                 | -                                                                   | 56’                                                                 |
| Totale                                                              |                                                                     | Presenze                                                            | 10                                                                  |                                                                     | Reti                                                                | 0                                                                   |                                                                     |

## Palmarès

### Club

#### Competizioni nazionali
- Coppa di Germania: 1

Schalke 04: 2010-2011
- Coppa della Cina: 2

Shandong Luneng: 2014, 2020
- Supercoppa di Cina: 1

Shandong Luneng: 2015